# Gare de Guiyang-Nord
La gare de Guiyang-Nord (chinois simplifié : 贵阳北站 ; chinois traditionnel : 貴陽北站 ; pinyin : Guìyáng běi zhàn) est une gare ferroviaire chinoise de la LGV Shanghai - Kunming et la ligne Guiyang – Guangzhou. Elle est située à Guiyang capitale régionale de la province du Guizhou